# Agraylea sexmaculata
Agraylea sexmaculata är en nattsländeart som beskrevs av Curtis 1834. Agraylea sexmaculata ingår i släktet Agraylea och familjen smånattsländor. Arten är reproducerande i Sverige. Inga underarter finns listade i Catalogue of Life.